# Belong
"Belong" är en svensk musiksingel från 2013 av Kevin Walker, vinnaren av Idol 2013.  Singeln är inspelad i tre versioner av Elin Bergman och Kevin Walker som båda är Idol 2013-finalisterna, samt en osläppt version av Erik Rapp som hamnade på tredje plats. Den är skriven av Anton Eklund, Alessandra Günthardt, Elias Näslin och Rasmus Palmgren, studenter på Musikmakarna i Örnsköldsvik, i samarbete med Anders Bagge. Låten framfördes senare av de två direkt i finalen av Idol 2013 som vanns av Kevin Walker. Låten är den så kallade vinnarlåten till Idol 2013.
Innan finalen sändes hade Kevin Walkers version spelats in på telefon och publicerats på Internet.
"Belong" gick på några timmar upp till att bli etta på Ituneslistan. 